# Crisaborole
Le crisaborole est un médicament utilisé dans le traitement de la dermatite atopique.

## Usage médical
Il s'agit d'un inhibiteur de la phosphodiestérase 4  qui agirait en bloquant la libération de cytokines,.
Il est utilisé pour traiter la dermatite atopique,dans les formes légères à modérées chez les personnes âgées de plus de deux mois. Le médicament est appliqué sur la peau.

## Effets secondaires
Les effets secondaires de ce médicament comprennent des brûlures ou des picotements au site d’application. D’autres effets secondaires peuvent inclure des réactions allergiques. 

## Histoire
Le médicament a été approuvé pour un usage médical aux États-Unis en 2016 et en Europe en 2020,. Aux États-Unis, un tube de 60 grammes coûte environ 680 dollars 2022. Bien qu'il soit approuvé au Royaume-Uni, il n'est pas disponible dans le commerce en 2022.